# Iodure d'hafnium(III)
L’iodure d'hafnium(III) est un composé chimique de formule HfI3. Il s'agit d'un solide noir cristallisé dans le système hexagonal selon le groupe d'espace P63/mcm (no 193) avec les paramètres a = 722,5 pm, c = 659 pm et Z = 2, semblable à celui du chlorure de zirconium(III) ZrCl3 et apparenté à celui du chlorure de titane(III) β-TiCl3.
Comme les autres trihalogénures de métaux de transition du groupe 4, l'iodure d'hafnium(III) peut être obtenu par réduction de l'iodure d'hafnium(IV) (en) HfI4 par de l'hafnium métallique, ce qui conduit souvent à une réaction incomplète et à la contamination du produit par des résidus de métal :
3 HfI4 (en) + Hf ⟶ 4 HfI3.
D'autres métaux peuvent être employés comme réducteurs, par exemple l'aluminium, mais le produit obtenu est souvent non stœchiométrique, avec des compositions HfI3,2-3,3 et HfI3,0-3,5.